# It’s Possible
It’s Possible ist ein Lied des schwedischen Pop-Duos Roxette aus dem Jahr 2012 und die erste Singleauskopplung aus ihrem neunten Studioalbum Travelling. Es wurde von Per Gessle geschrieben und erstmals am 2. März 2012 als Download veröffentlicht.
Am 16. März 2012 wurde der Titel veröffentlicht und stieg 14 Tage später am 30. März 2012 auf Platz 64 in die deutschen Singlecharts ein. Das Musikvideo, welches von Regisseur David Nord inszeniert wurde, feierte am 31. März 2012 im schwedischen Fernsehen Premiere und wurde anschließend auf dem Videoportal MyVideo bereitgestellt.

## Versionen
- Download[3]

1. "It’s Possible" (Version One) [Radio Edit] – 2:34

- CD/Download-Single[4]

1. "It’s Possible" (Version One) [Radio Edit] – 2:34
2. "It’s Possible" (Tits & Ass Demo July 26, 2011) – 2:33

- Album[5]

1. "It’s Possible" (Version One) – 2:38
2. "It’s Possible" (Version Two) – 2:45

## Kritik
Die Redaktion der deutschen Review-Seite MonstersAndCritics.de kritisierte in einer Rezension des Albums, man hätte bei der ersten Version von It’s Possible auf „Rockgitarren, Synthie-Sounds, Drumcomputer und Gessles durch Filter gejagten Gesang“ gesetzt, was den Song „wie ein altbackener Erasure-Song“ klingen lasse. Die zweite Version sei hingegen „mit Akustikgitarre und normalem Schlagzeug […] eine schöne und zeitlose Popnummer“ geworden.